# Lipaugus
Lipaugus és un gènere d'ocells de la família dels cotíngids (Cotingidae) que habiten en la selva neotropical.

## Llistat d'espècies
Se n'han descrit set espècies dins aquest gènere, però en època recent han estat afegides dues més, antany ubicades al gènere Tijuca, arran trebals com ara Settlecowski et al. 2020, quedant un total de 9.
- Lipaugus unirufus - cotinga rogenca.
- Lipaugus lanioides - cotinga capgrisa.
- Lipaugus ater - cotinga aladaurada.
- Lipaugus conditus - cotinga alagrisa.
- Lipaugus streptophorus - cotinga de collar rosa.
- Lipaugus vociferans - cotinga cridanera.
- Lipaugus weberi - cotinga de Weber.
- Lipaugus fuscocinereus - cotinga fosca.
- Lipaugus uropygialis - cotinga alafalçada.